# Evan Huffman
Evan Huffman (El Dorado Hills, 7 januari 1990) is een Amerikaans wielrenner die anno 2018 rijdt voor Rally Cycling. Eerder reed hij twee seizoenen in de World Tour voor Astana en een seizoen voor Team SmartStop.

## Palmares
2008
 Amerikaans kampioen op de weg, Junioren
2012
3e etappe Ronde van de Gila
 Amerikaans kampioen tijdrijden, Beloften
2015
3e etappe Vuelta a la Independencia Nacional
Bergklassement Vuelta a la Independencia Nacional
2016
Bergklassement Ronde van Californië
3e etappe Ronde van Alberta
2017
3e etappe Ronde van de Gila
Eindklassement Ronde van de Gila
4e en 7e etappe Ronde van Californië
2e etappe Cascade Cycling Classic
1e etappe Ronde van Alberta
Eindklassement Ronde van Alberta

## Resultaten in voornaamste wedstrijden
| Jaar | Ronde van Italië | Ronde van Frankrijk | Ronde van Spanje |
| ---- | ---------------- | ------------------- | ---------------- |
| 2013 |                  |                     |                  |
| 2014 |                  |                     |                  |

| Jaar | Parijs-Roubaix | Scheldeprijs |
| ---- | -------------- | ------------ |
| 2013 | opgave         | 125e         |
| 2014 | opgave         | 149e         |

## Ploegen
- 2013 –  Astana Pro Team
- 2014 –  Astana Pro Team
- 2015 –  Team SmartStop
- 2016 –  Rally Cycling
- 2017 –  Rally Cycling
- 2018 –  Rally Cycling